# ラクセンブルク宮殿

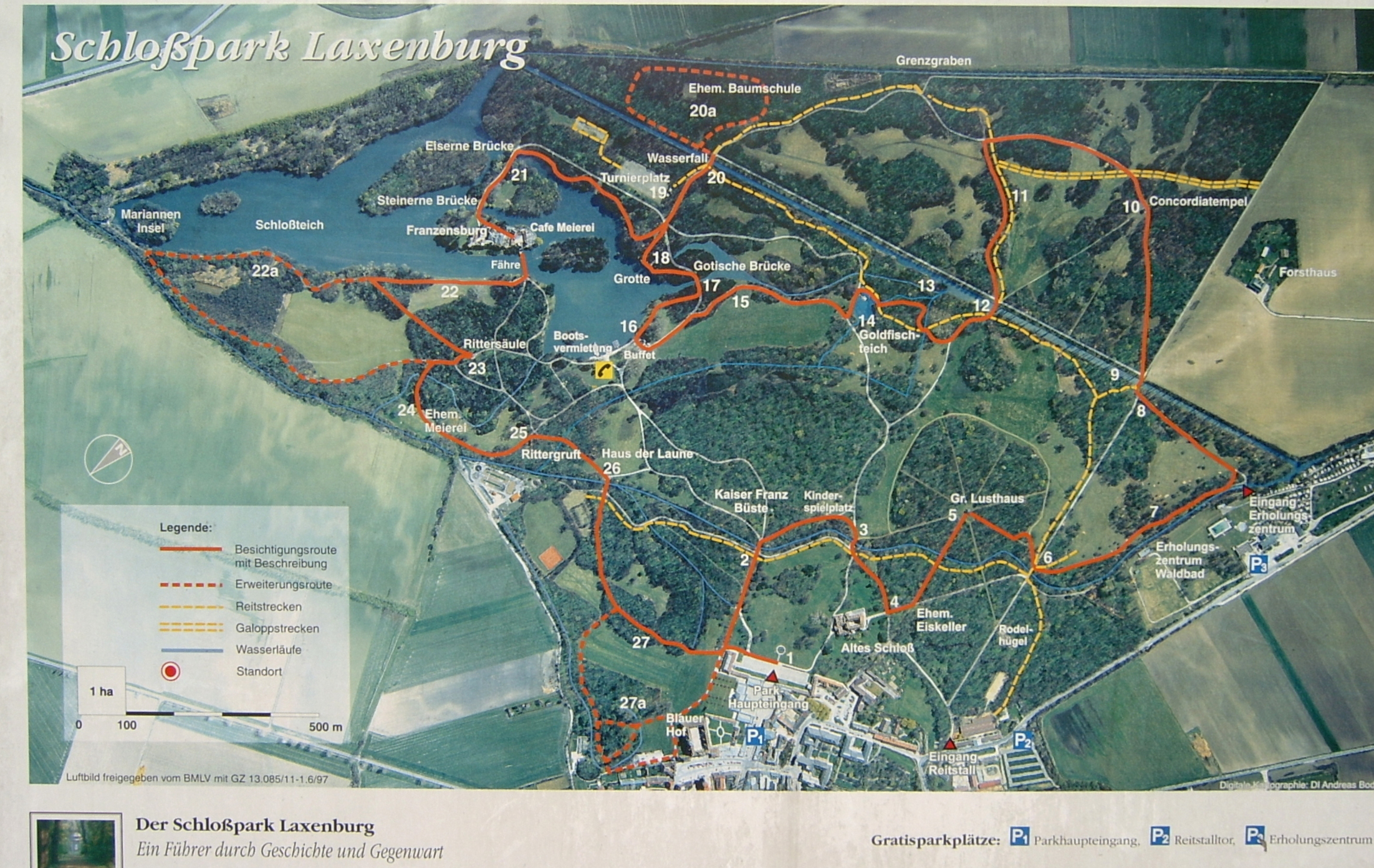
全図

ラクセンブルク宮殿（ドイツ語: Schlösser von Laxenburg）は、オーストリアのラクセンブルクにある離宮や城の集合地。首都ウィーンの南方に位置する。「ラクセンブルク城」とも。
1918年のオーストリア＝ハンガリー帝国崩壊に伴って、所有者がオーストリア共和国に移った。1938年1月7日、オーストリア共和国からハプスブルク＝ロートリンゲン家に引き渡されることが決定したが、実現する前にオーストリア・ナチスがナチス・ドイツに贈与してしまった。
現在、その広大な敷地は、自然公園として市民の憩いの場となっている。

## Altes Schloss

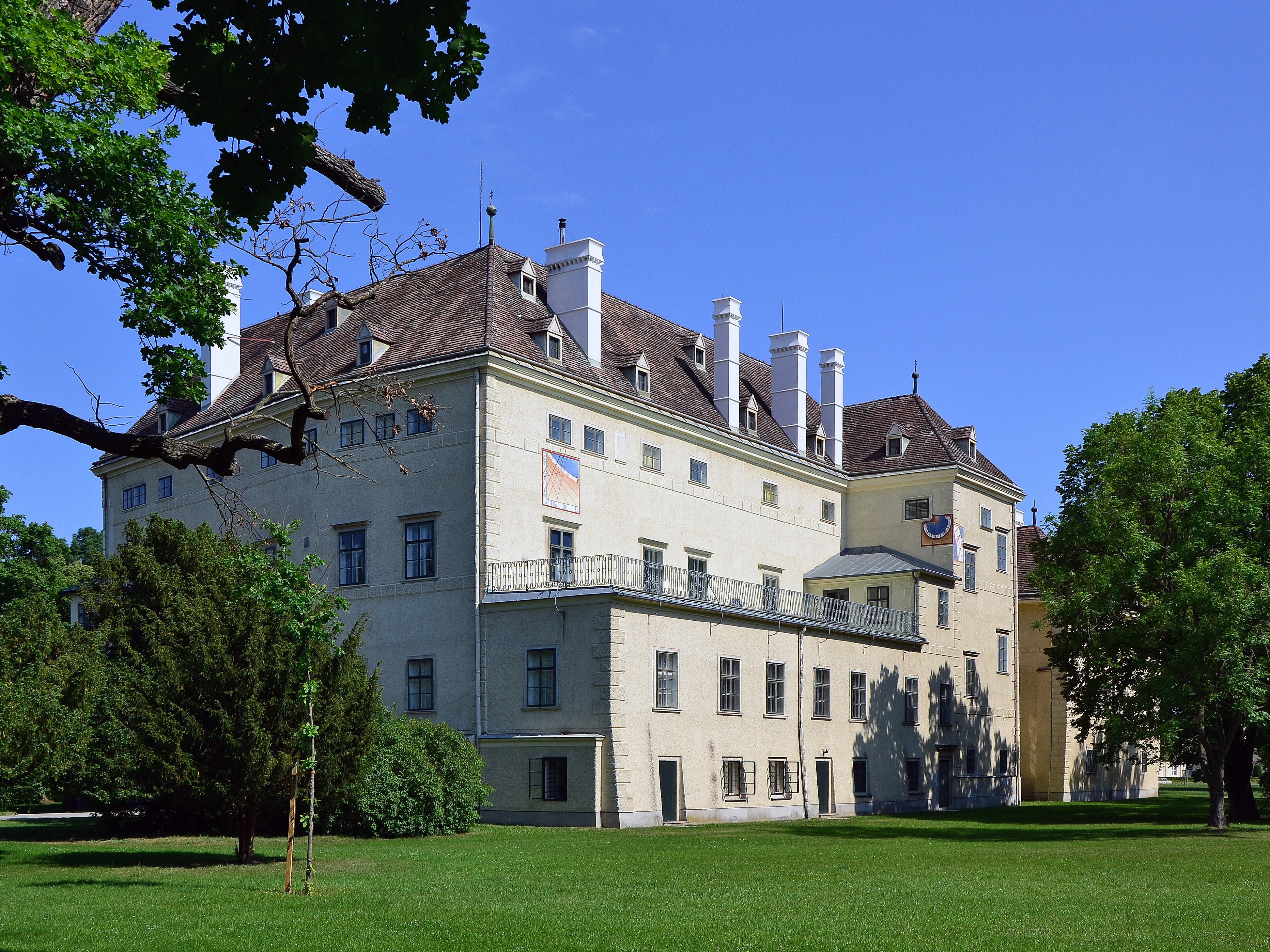
Altes Schloss

## ブラウアー・ホーフ（Blauer Hof）

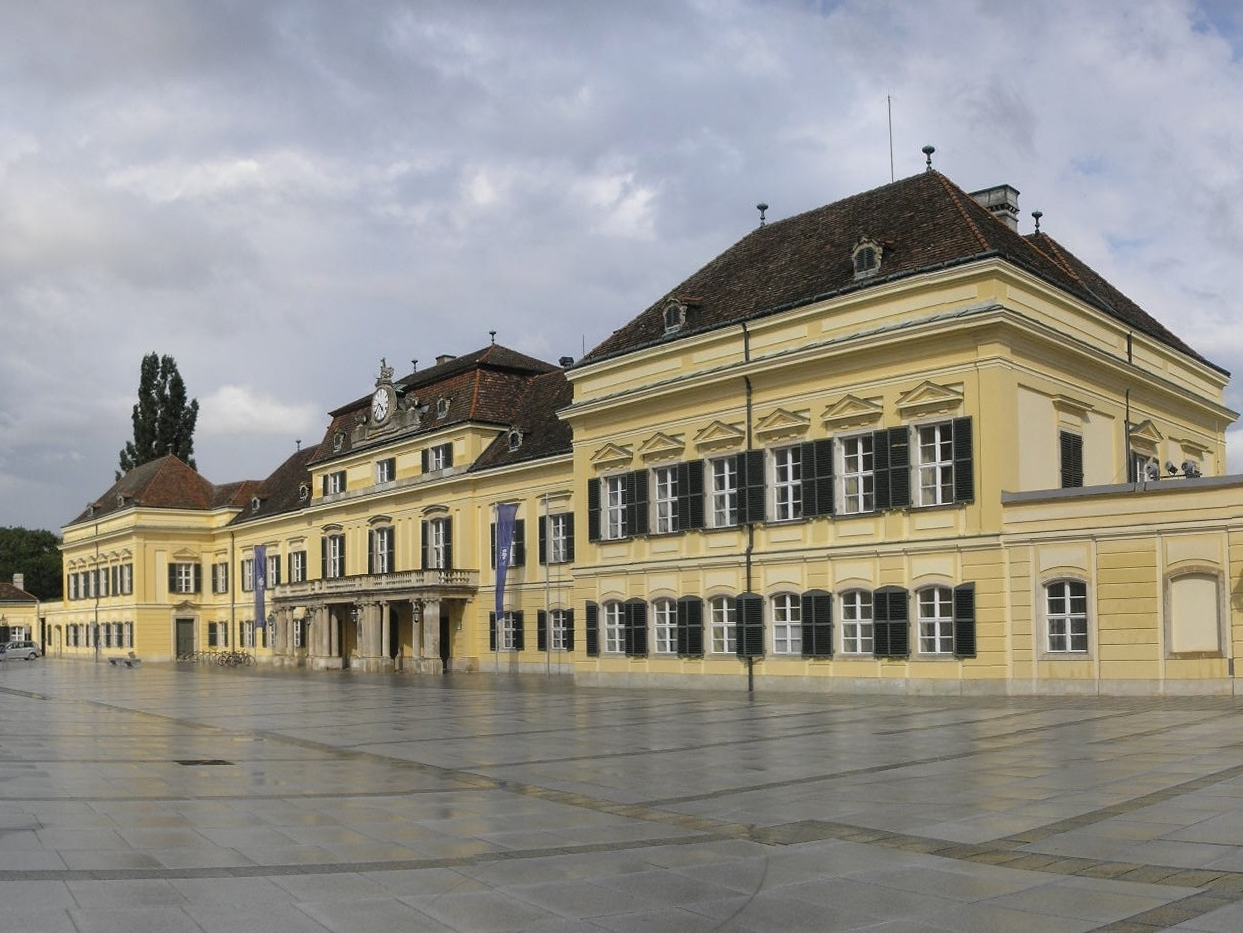
ブラウアー・ホーフ（Blauer Hof）

オーストリア皇帝フランツ・ヨーゼフ1世とその皇后エリーザベトは、この宮殿で新婚初夜を過ごした。1858年8月21日、皇太子ルドルフがこの宮殿で誕生した。なお、この皇太子誕生に際して、ヨーゼフ・シュトラウスは『ラクセンブルク・ポルカ』を発表した。オーストリアの皇太子はこの宮殿で新婚初夜を過ごすのが慣例で、ルドルフ皇太子とその妃ステファニーもここで新婚初夜を過ごした。

## フランツェンブルク（Franzensburg）

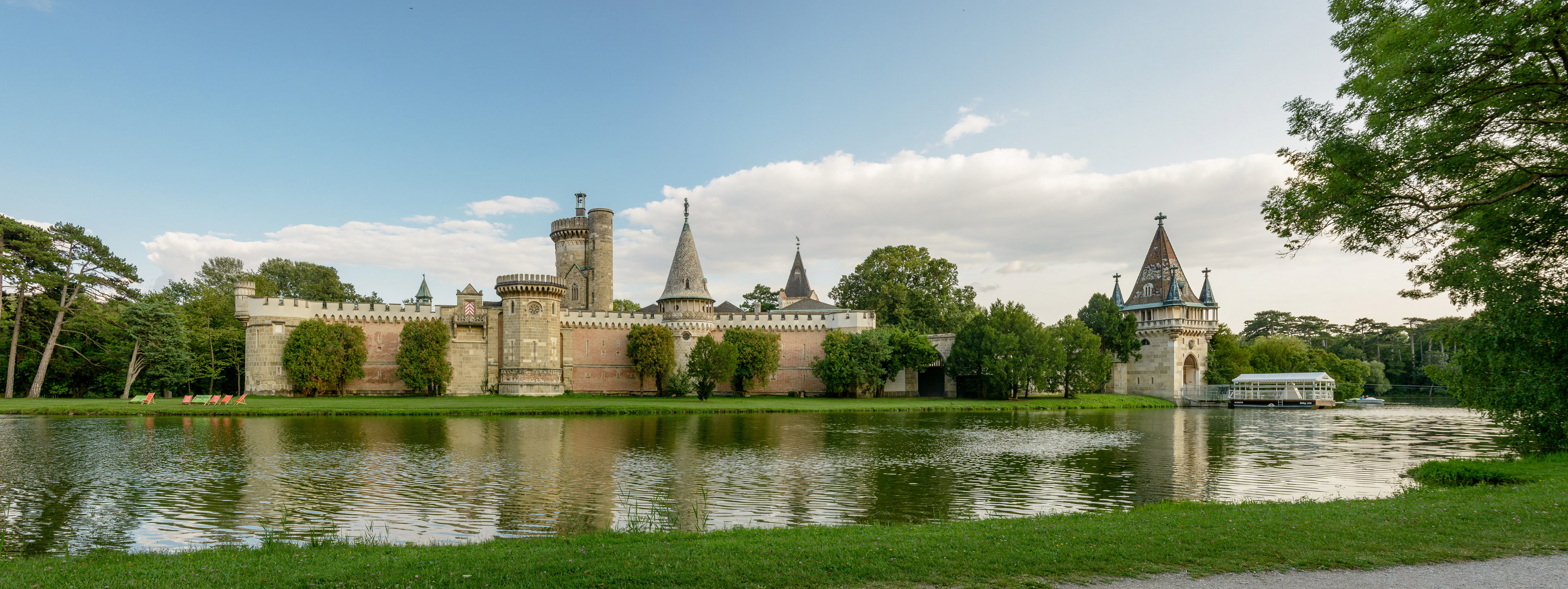
フランツェンブルク（Franzensburg）